# 벤 하퍼
벤 하퍼(Ben Harper, 1969년 10월 28일 ~ )는 미국의 싱어송라이터이다.